# Aussurucq
Aussurucq (Altzürükü en basque) est une commune française, située dans le département des Pyrénées-Atlantiques en région Nouvelle-Aquitaine.

## Géographie

### Localisation
La commune d'Aussurucq se trouve dans le département des Pyrénées-Atlantiques, en région Nouvelle-Aquitaine.
Elle se situe à 69 km par la route de Pau, préfecture du département, à 39 km d'Oloron-Sainte-Marie, sous-préfecture, et à 11 km de Mauléon-Licharre, bureau centralisateur du canton de Montagne Basque dont dépend la commune depuis 2015 pour les élections départementales. 
La commune fait en outre partie du bassin de vie de Mauléon-Licharre.
Les communes les plus proches sont : 
Menditte (2,9 km), Ossas-Suhare (3,6 km), Sauguis-Saint-Étienne (3,7 km), Idaux-Mendy (3,8 km), Ordiarp (4,1 km), Camou-Cihigue (4,3 km), Trois-Villes (5,0 km), Gotein-Libarrenx (5,3 km).
Sur le plan historique et culturel, Aussurucq fait partie de la province de la Soule, un des sept territoires composant le Pays basque,. La Soule, traversée par la vallée du Saison, est restée repliée sur ses traditions (mascarades, pastorales, chasse à la palombe, etc). Elle se divise en Haute-Soule, Basse-Soule et Arbaille, dont fait partie la commune.

### Communes limitrophes
Les communes limitrophes sont  Alçay-Alçabéhéty-Sunharette, Béhorléguy, Camou-Cihigue, Hosta, Idaux-Mendy, Mendive, Musculdy, Ordiarp, Ossas-Suhare et Saint-Just-Ibarre.
| Musculdy, Saint-Just-Ibarre            | Ordiarp                     | Idaux-Mendy   |
| Hosta (par un quadripoint), Béhorléguy | Aussurucq                   | Ossas-Suhare  |
| Mendive (par un quadripoint)           | Alçay-Alçabéhéty-Sunharette | Camou-Cihigue |

### Hydrographie

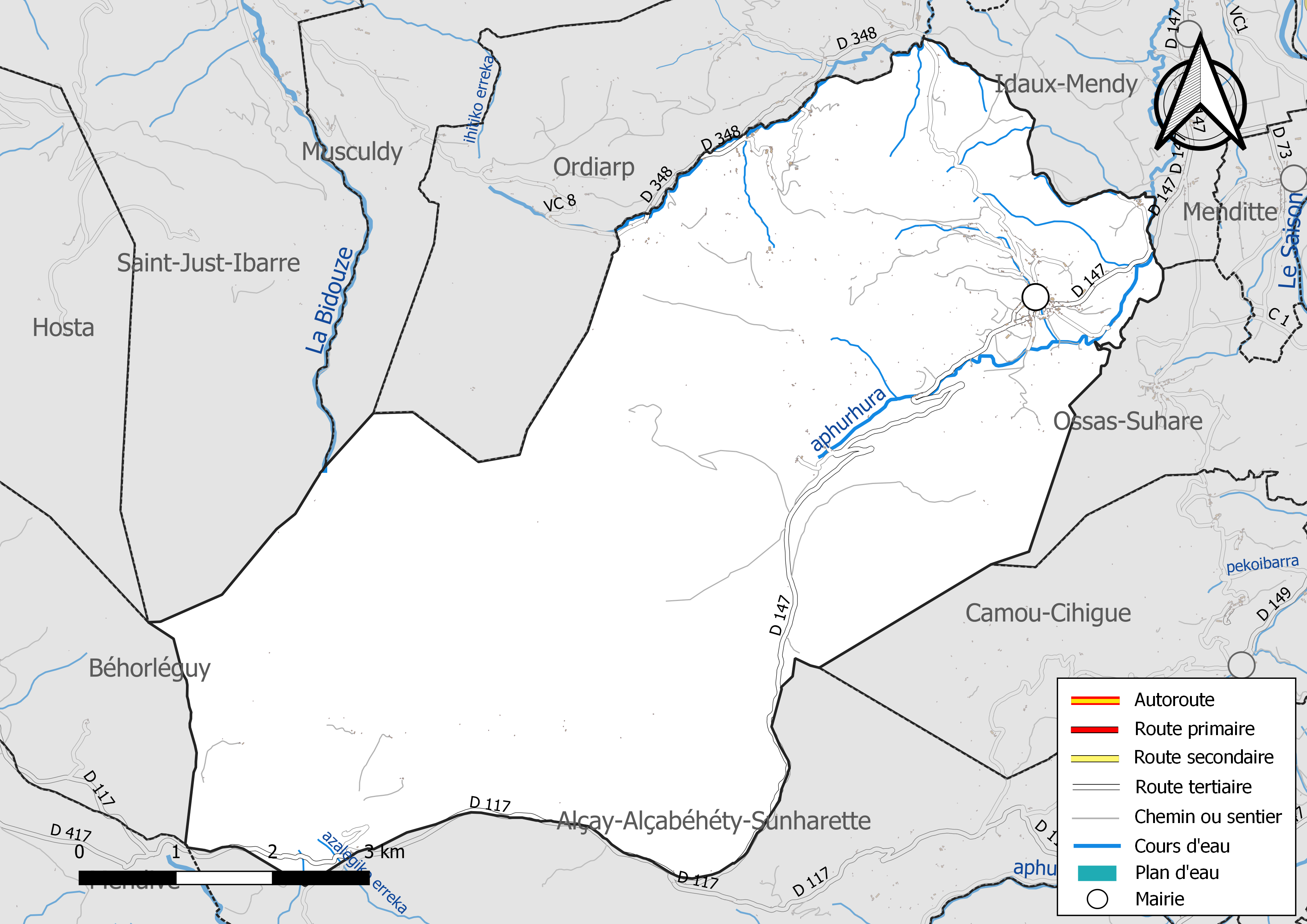
Réseaux hydrographique et routier d'Aussurucq.

La commune est drainée par la Bidouze, le Laurhibar, le ruisseau Apouhoura, azalegiko erreka, et par divers petits cours d'eau, constituant un réseau hydrographique de 20 km de longueur totale,.
La Bidouze, d'une longueur totale de 82,2 km, prend sa source dans la commune et s'écoule du sud vers le nord en direction de Saint-Just-Ibarre. Elle se jette dans l'Adour à Guiche, après avoir traversé 26 communes.
Le Laurhibar, d'une longueur totale de 28,1 km, prend sa source dans la commune de Mendive et s'écoule vers le nord-ouest. Il traverse la commune et se jette dans la Nive à Saint-Jean-Pied-de-Port, après avoir traversé 8 communes.

### Climat
Pour des articles plus généraux, voir Climat de la Nouvelle-Aquitaine et Climat des Pyrénées-Atlantiques.
Historiquement, la commune est exposée à un micro climat océanique basque.  
En 2020, Météo-France publie une typologie des climats de la France métropolitaine dans laquelle la commune est exposée à un climat de montagne et est dans la région climatique Pyrénées atlantiques, caractérisée par une pluviométrie élevée (>1 200 mm/an) en toutes saisons, des hivers très doux (7,5 °C en plaine) et des vents faibles.
Pour la période 1971-2000, la température annuelle moyenne est de 13,6 °C, avec une amplitude thermique annuelle de 13,1 °C. Le cumul annuel moyen de précipitations est de 1 745 mm, avec 12,8 jours de précipitations en janvier et 10,8 jours en juillet. Pour la période 1991-2020, la température moyenne annuelle observée sur la station météorologique la plus proche, située sur la commune de Licq-Athérey à 10 km à vol d'oiseau, est de 13,1 °C et le cumul annuel moyen de précipitations est de 1 528,1 mm,. Pour l'avenir, les paramètres climatiques de la commune estimés pour 2050 selon différents scénarios d’émission de gaz à effet de serre sont consultables sur un site dédié publié par Météo-France en novembre 2022.

### Milieux naturels
À la fin du XIXe siècle, la forêt des Arbailles couvrait en partie les territoires des communes d'Aussurucq, Béhorléguy, Camou-Cihigue, Musculdy, Ordiarp et Saint-Just-Ibarre.
L'une des richesses patrimoniales de la commune d'Aussurucq est constituée par son sous-sol. En effet, une grande partie sinon la totalité du territoire de la commune s'étend en milieu karstique.
Ce milieu se caractérise notamment par la présence de cavités naturelles de formes complexes qui ne sont pas encore toutes découvertes ni a fortiori explorées à ce jour.
Les spéléologues du département et d'ailleurs ont entrepris l'exploration, la description et la publication de ce patrimoine, dans le respect de l'environnement et des populations locales.
L'une des plus belles cavités de cette commune est le Nébélé, qui fait l'objet de travaux et explorations réguliers depuis 1972.
Le pic d'Ascune se dresse à 860 mètres, l'Echagorry à 935 mètres, le pic d'Elsarré à 1 153 mètres, le pic Sihigue à 1 193 mètres et le pic Etchecortia à 1 204 mètres. Au sud-ouest du territoire, le Bohorcortia s'élève à 1 214 mètres.
La Bidouze prend sa source au nord-ouest du territoire de la commune, avant de couler sur Saint-Just-Ibarre.

## Urbanisme

### Typologie
Au 1er janvier 2024, Aussurucq est catégorisée commune rurale à habitat dispersé, selon la nouvelle grille communale de densité à sept niveaux définie par l'Insee en 2022.
Elle est située hors unité urbaine. Par ailleurs la commune fait partie de l'aire d'attraction de Mauléon-Licharre, dont elle est une commune de la couronne,. Cette aire, qui regroupe 21 communes, est catégorisée dans les aires de moins de 50 000 habitants,.

### Occupation des sols

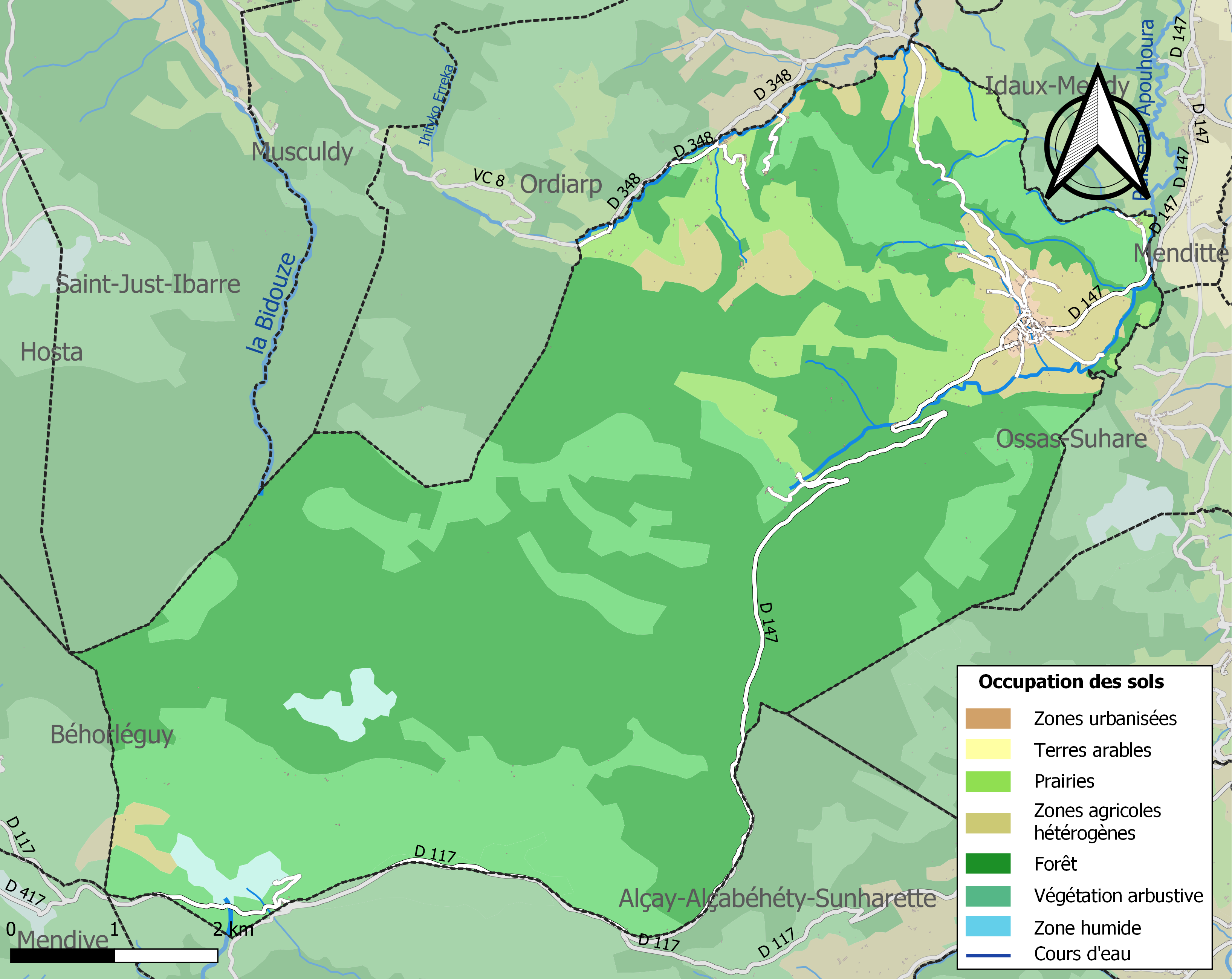
Carte des infrastructures et de l'occupation des sols de la commune en 2018 (CLC).

L'occupation des sols de la commune, telle qu'elle ressort de la base de données européenne d’occupation biophysique des sols Corine Land Cover (CLC), est marquée par l'importance des forêts et milieux semi-naturels (85,6 % en 2018), une proportion sensiblement équivalente à celle de 1990 (86,1 %). La répartition détaillée en 2018 est la suivante : 
forêts (57,2 %), milieux à végétation arbustive et/ou herbacée (27 %), prairies (8 %), zones agricoles hétérogènes (5,8 %), espaces ouverts, sans ou avec peu de végétation (1,5 %), zones urbanisées (0,5 %). L'évolution de l’occupation des sols de la commune et de ses infrastructures peut être observée sur les différentes représentations cartographiques du territoire : la carte de Cassini (XVIIIe siècle), la carte d'état-major (1820-1866) et les cartes ou photos aériennes de l'IGN pour la période actuelle (1950 à aujourd'hui).

### Lieux-dits et hameaux
12 quartiers composent la commune d'Aussurucq :
- Ajerbürgüa
- Ahüzki (Ahüzkia sur les cartes IGN)
- Arabehera
- Arantzetabürgüa
- Arkürütxea
- Barnetxborda (Barnexborda sur les cartes IGN)
- Barrikata
- Garraibi
- Gesalea
- Kharrika
- Latsebarria
- Üxia.

### Voies de communication et transports
La commune est desservie par les routes départementales D 117, D 147 et D 348.
La route pastorale de Béhorléguy à Alçay ou Aussurucq, qui passe par le col d'Aphanize (sans le traverser), franchit la ligne de partage des eaux non loin du col de Burdin Olatzé  mais en le surplombant légèrement.

### Risques majeurs
Le territoire de la commune d'Aussurucq est vulnérable à différents aléas naturels : météorologiques (tempête, orage, neige, grand froid, canicule ou sécheresse), inondations, feux de forêts, mouvements de terrains et séisme (sismicité moyenne). Un site publié par le BRGM permet d'évaluer simplement et rapidement les risques d'un bien localisé soit par son adresse soit par le numéro de sa parcelle.
Certaines parties du territoire communal sont susceptibles d’être affectées par le risque d’inondation par une crue torrentielle ou à montée rapide de cours d'eau, notamment l'Aphurhura, l'Arangoreneko erreka et la Bidouze. La commune a été reconnue en état de catastrophe naturelle au titre des dommages causés par les inondations et coulées de boue survenues en 1982, 1983, 2003, 2009, 2014 et 2021,.
Aussurucq est exposée au risque de feu de forêt. En 2020, le premier plan de protection des forêts contre les incendies (PDPFCI) a été adopté pour la période 2020-2030. La réglementation des usages du feu à l’air libre et les obligations légales de débroussaillement dans le département des Pyrénées-Atlantiques font l'objet d'une consultation de public ouverte du 16 septembre au 7 octobre 2022,.
Les mouvements de terrains susceptibles de se produire sur la commune sont des affaissements et effondrements liés aux cavités souterraines (hors mines). Afin de mieux appréhender le risque d’affaissement de terrain, un inventaire national permet de localiser les éventuelles cavités souterraines sur la commune.

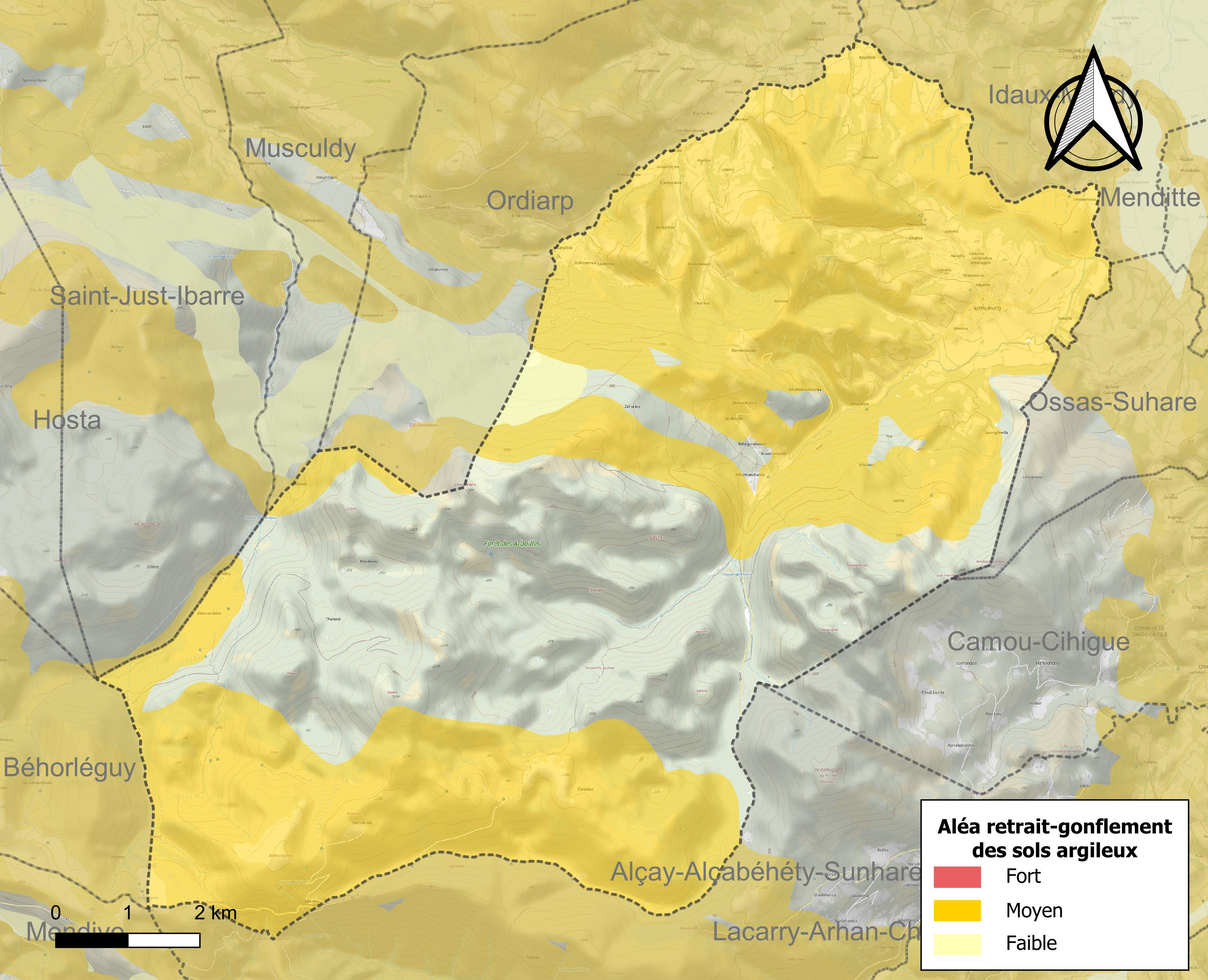
Carte des zones d'aléa retrait-gonflement des sols argileux d'Aussurucq.

Le retrait-gonflement des sols argileux est susceptible d'engendrer des dommages importants aux bâtiments en cas d’alternance de périodes de sécheresse et de pluie. 62,8 % de la superficie communale est en aléa moyen ou fort (59 % au niveau départemental et 48,5 % au niveau national). Depuis le 1er octobre 2020, en application de la loi ELAN, différentes contraintes s'imposent aux vendeurs, maîtres d'ouvrages ou constructeurs de biens situés dans une zone classée en aléa moyen ou fort,.

## Toponymie

### Attestations anciennes
Le toponyme Aussurucq apparaît sous les formes 
Auçuruc (1189), 
Auzuruc (1337), 
Aussuruc (1385), 
Aussuruc (1455, collection Duchesne volume CXIV), 
Ausseruc (1412, notaires de Navarrenx), 
et dans les titres de Bayonne : Ausuruc (1454), Sent-Martin d'Auçuruc (1471) et Auserucus (1471). D’autres graphies sont également mentionnées, telles que 
Ausuruc (1520), 
Dassurucq, Ausuruc et Aussurucq (1690 pour ces trois formes),

### Étymologie
Jean-Baptiste Orpustan indique que le toponyme provient du basque altzu, « aulne », qui s’explique par la position de vallée arrosée, appréciée des aulnaies. La seconde partie du composé est plus énigmatique. Il s’agirait, suivant le même auteur, soit du mot urru (« de l’autre côté »), ou iri donnant alzu-(i)ri-ku, « lieu du domaine de l’aulnaie ».

### Autres toponymes
La fontaine d'Ahusquy et ses eaux minérales sont mentionnées en 1863 dans le dictionnaire topographique Béarn-Pays basque.
Arabéhère, Aran, Arhanset, Ariadar et Arsusqui, toponymes désignant des anciennes fermes, sont mentionnés en 1520 (coutume de Soule), tout comme les fermes Béherégaray (Béhèregaray en 1863), Carricart, Carrica, Carriquiri (peut-être la Carriquiborda actuelle), Goyen, Gotti, iribanne, Lapistoy (Lapitztoy en 1863), Mendiburu, Nécol (peut-être le Nékolha actuel), Sagarspe et Urruchoro.
Le col de Burunolatxé joint les communes d’Alçay-Alçabéhéty-Sunharette et d’Aussurucq.
Escuré était un bois de la commune, mentionné en 1863.

### Graphie basque
Son nom basque actuel est Altzürükü.

## Histoire
Au Paléolithique moyen, la Soule était déjà peuplée, car on a trouvé des restes préhistoriques de l'Homme de Néandertal dans les grottes Xaxixiloaga à Aussurucq. Au Néolithique, un ensemble de tumulus funéraires sont édifiés au fond de la vallée des Arbailles, les deux dolmens d'Ithe y sont encore visibles.
On appelait « messagerie » des Arbailles la partie centrale de la Soule, entre Basabürü et Pettarra (région de Sauguis-Saint-Étienne, Aussurucq et Barcus).

## Politique et administration

### Liste des maires
| Période | Période | Identité                | Étiquette | Qualité |
| ------- | ------- | ----------------------- | --------- | ------- |
| 1983    | 1989    | Jean Etchebarne         |           |         |
| 1989    | 2008    | Jean-Baptiste Quéheille | DVG       |         |
| 2008    | 2020    | Jean Carricaburu        | EH Bai    |         |

### Intercommunalité
Aussurucq appartient à six structures intercommunales :
- la communauté d'agglomération du Pays Basque ;
- le syndicat d'assainissement du Pays de Soule ;
- le syndicat d'énergie des Pyrénées-Atlantiques ;
- le syndicat intercommunal Arbailla ;
- le syndicat intercommunal de transport de Musculdy - Ordiarp ;
- le syndicat intercommunal pour le soutien à la culture basque.

## Population et société

### Démographie
Le nom des habitants est Altzürükütar.
L'évolution du nombre d'habitants est connue à travers les recensements de la population effectués dans la commune depuis 1793. Pour les communes de moins de 10 000 habitants, une enquête de recensement portant sur toute la population est réalisée tous les cinq ans, les populations de référence des années intermédiaires étant quant à elles estimées par interpolation ou extrapolation. Pour la commune, le premier recensement exhaustif entrant dans le cadre du nouveau dispositif a été réalisé en 2006.

En 2022, la commune comptait 235 habitants, en évolution de −4,47 % par rapport à 2016 (Pyrénées-Atlantiques : +3,78 %, France hors Mayotte : +2,11 %).
| 1793 | 1800 | 1806 | 1821 | 1831 | 1836 | 1841 | 1846 | 1851 |
| ---- | ---- | ---- | ---- | ---- | ---- | ---- | ---- | ---- |
| 596  | 574  | 637  | 700  | 711  | 632  | 701  | 740  | 716  |

| 1856 | 1861 | 1866 | 1872 | 1876 | 1881 | 1886 | 1891 | 1896 |
| ---- | ---- | ---- | ---- | ---- | ---- | ---- | ---- | ---- |
| 662  | 660  | 640  | 643  | 640  | 604  | 570  | 564  | 570  |

| 1901 | 1906 | 1911 | 1921 | 1926 | 1931 | 1936 | 1946 | 1954 |
| ---- | ---- | ---- | ---- | ---- | ---- | ---- | ---- | ---- |
| 523  | 512  | 518  | 472  | 502  | 459  | 437  | 432  | 401  |

| 1962 | 1968 | 1975 | 1982 | 1990 | 1999 | 2006 | 2011 | 2016 |
| ---- | ---- | ---- | ---- | ---- | ---- | ---- | ---- | ---- |
| 379  | 347  | 289  | 293  | 274  | 254  | 254  | 252  | 246  |

| 2021 | 2022 | - | - | - | - | - | - | - |
| ---- | ---- | - | - | - | - | - | - | - |
| 236  | 235  | - | - | - | - | - | - | - |

## Économie
L'activité est essentiellement centrée sur l'agriculture (élevage et pâturages). La commune fait partie de la zone d'appellation de l'ossau-iraty.

## Culture locale et patrimoine

### Lieux et monuments

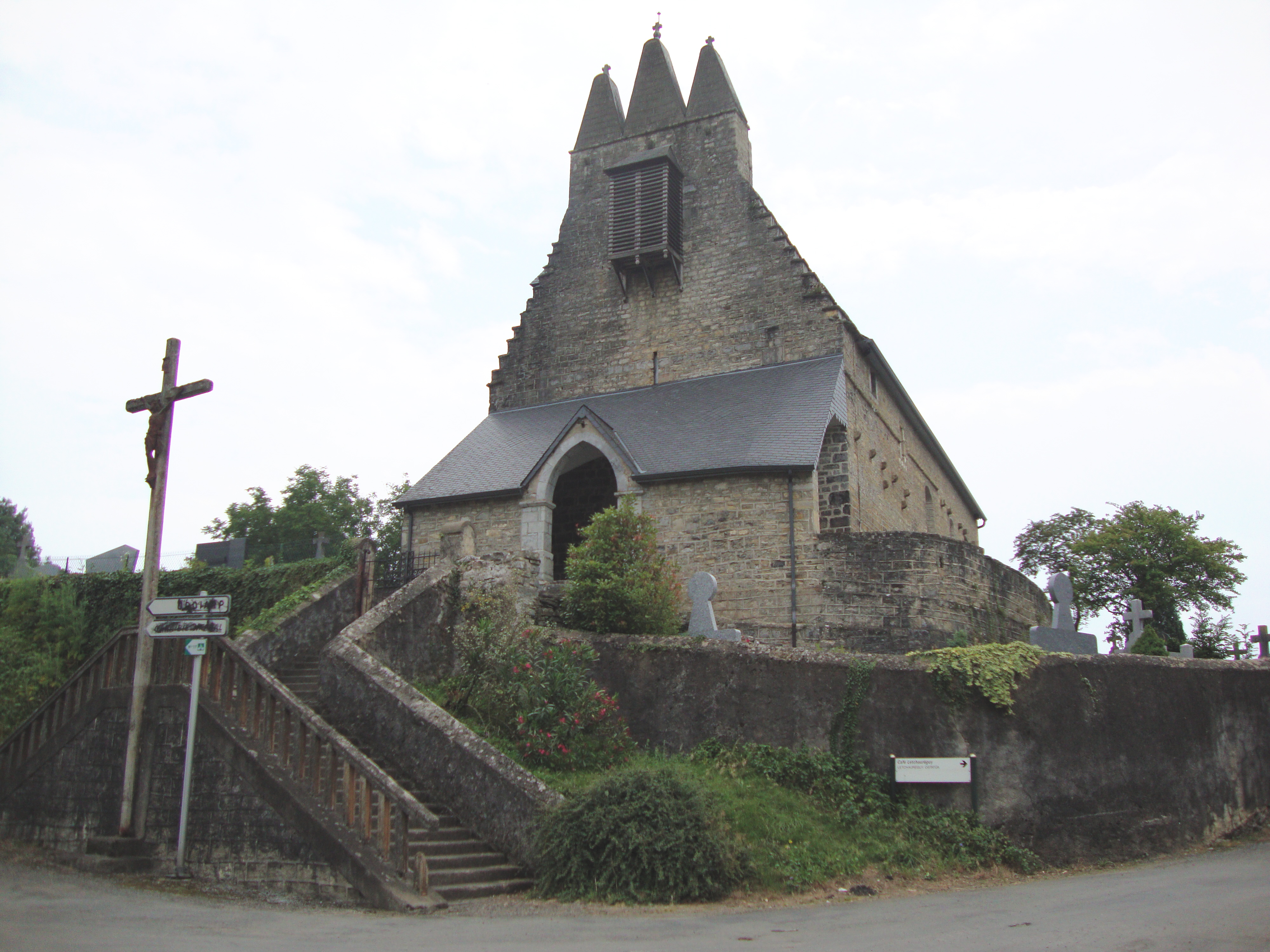
L'église au clocher trinitaire, façade et escalier d'honneur.
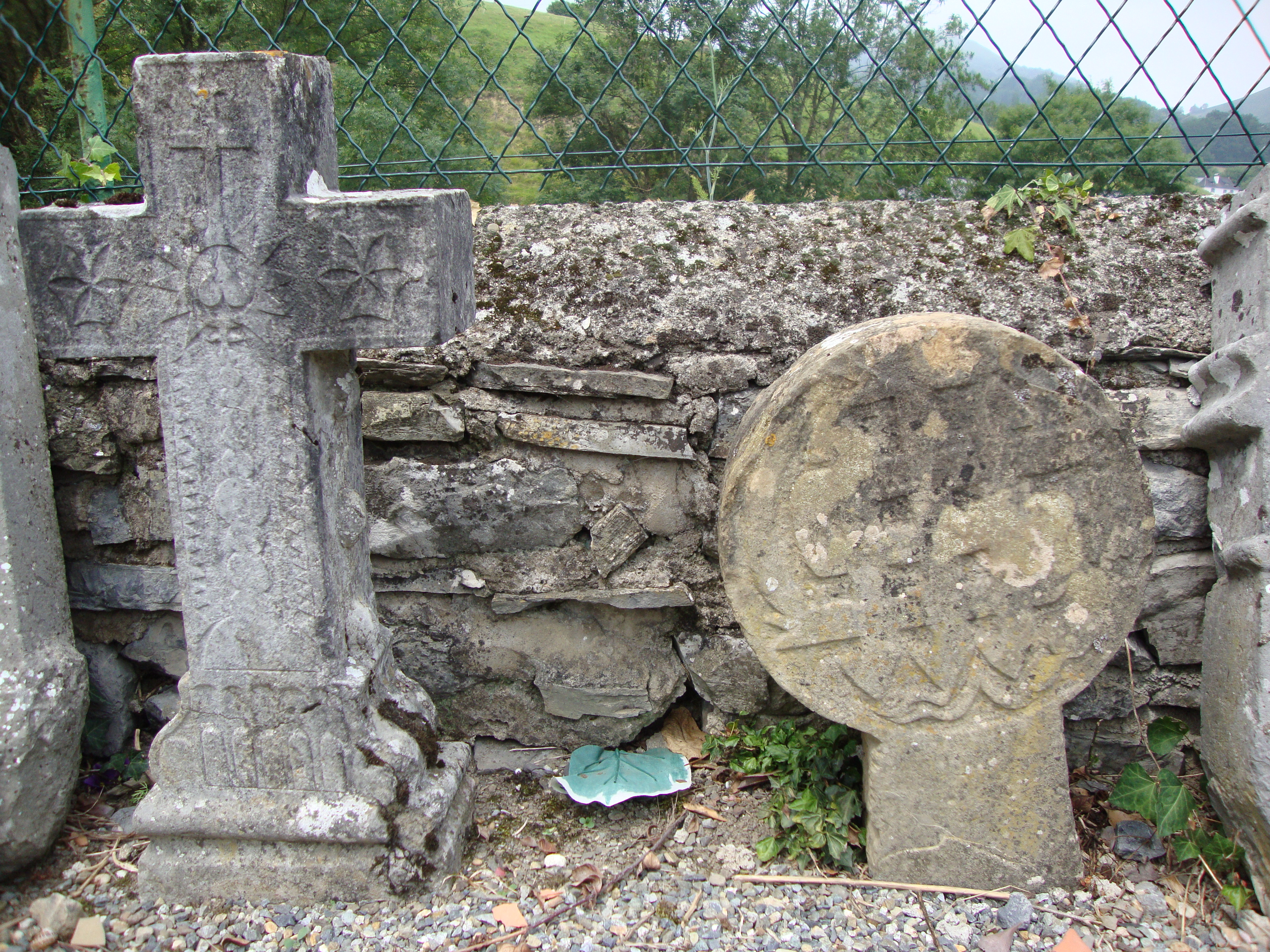
Stèles discoïdales.

En 2002, Aussurucq a accueilli une pastorale, sur le thème de Ürrüti Jauregiko Peirot, écrite par Niko Etxart.
Le château de Ruthie héberge une bibliothèque. Depuis le début de l'année 2017, dans le hall du château se trouve une boite à livre. Le château accueille régulièrement des expositions.
Une fois par an la commune organise un concert lyrique qui rassemble des artistes de renom au cours d'une soirée, Gaü-Izartsü ou Soirée étoilée

#### Patrimoine civil

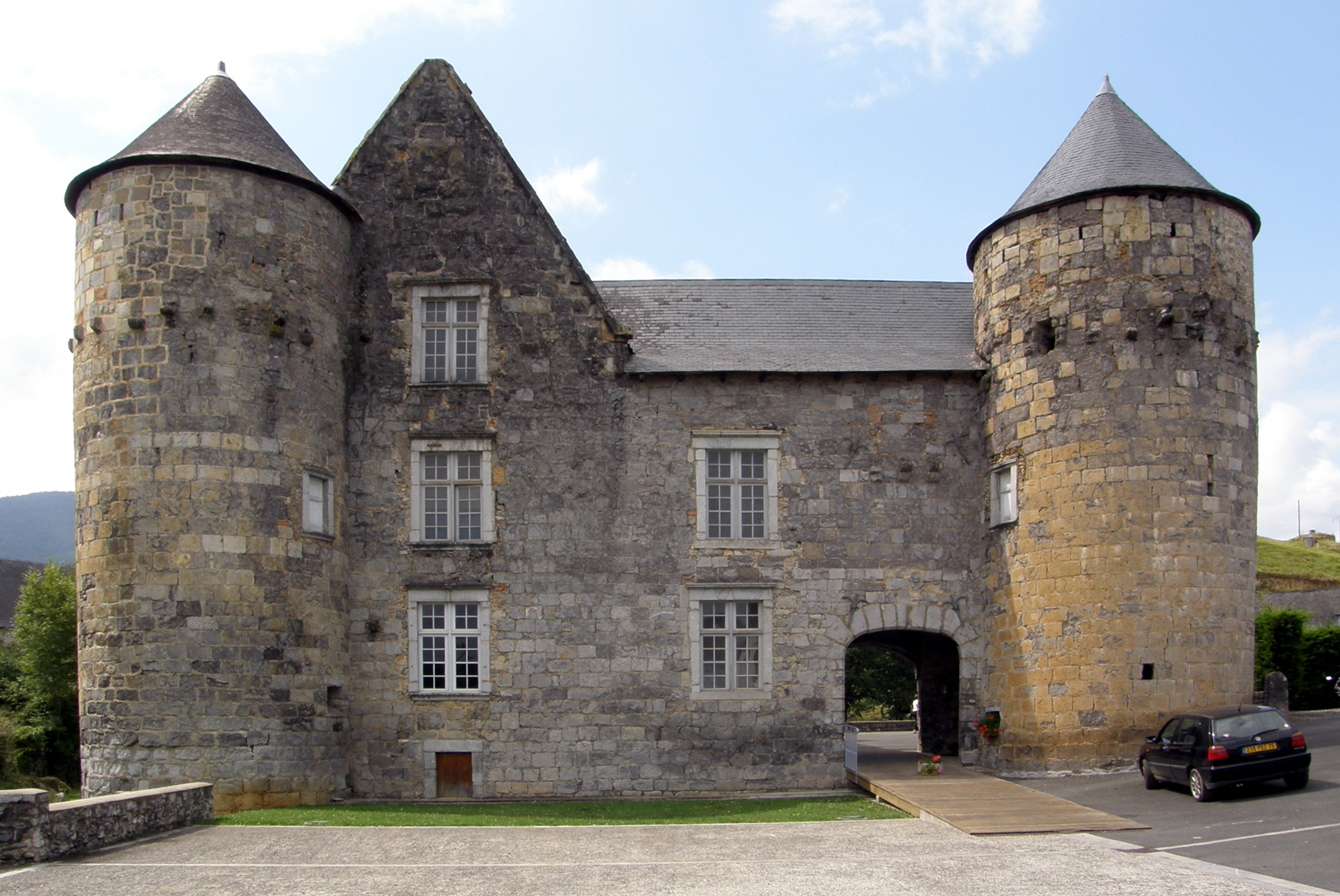
Le château de Ruthie.

Une enceinte à gradins se dresse au lieu-dit Gaztelü, à 582 mètres d'altitude.
Le château de Ruthie, dont les origines remontent au XIe siècle, remanié aux XVe, XVIIe et XVIIIe siècles, et inscrit aux monuments historiques le 30 avril 1925, est érigé sur le territoire de la commune.

#### Patrimoine religieux

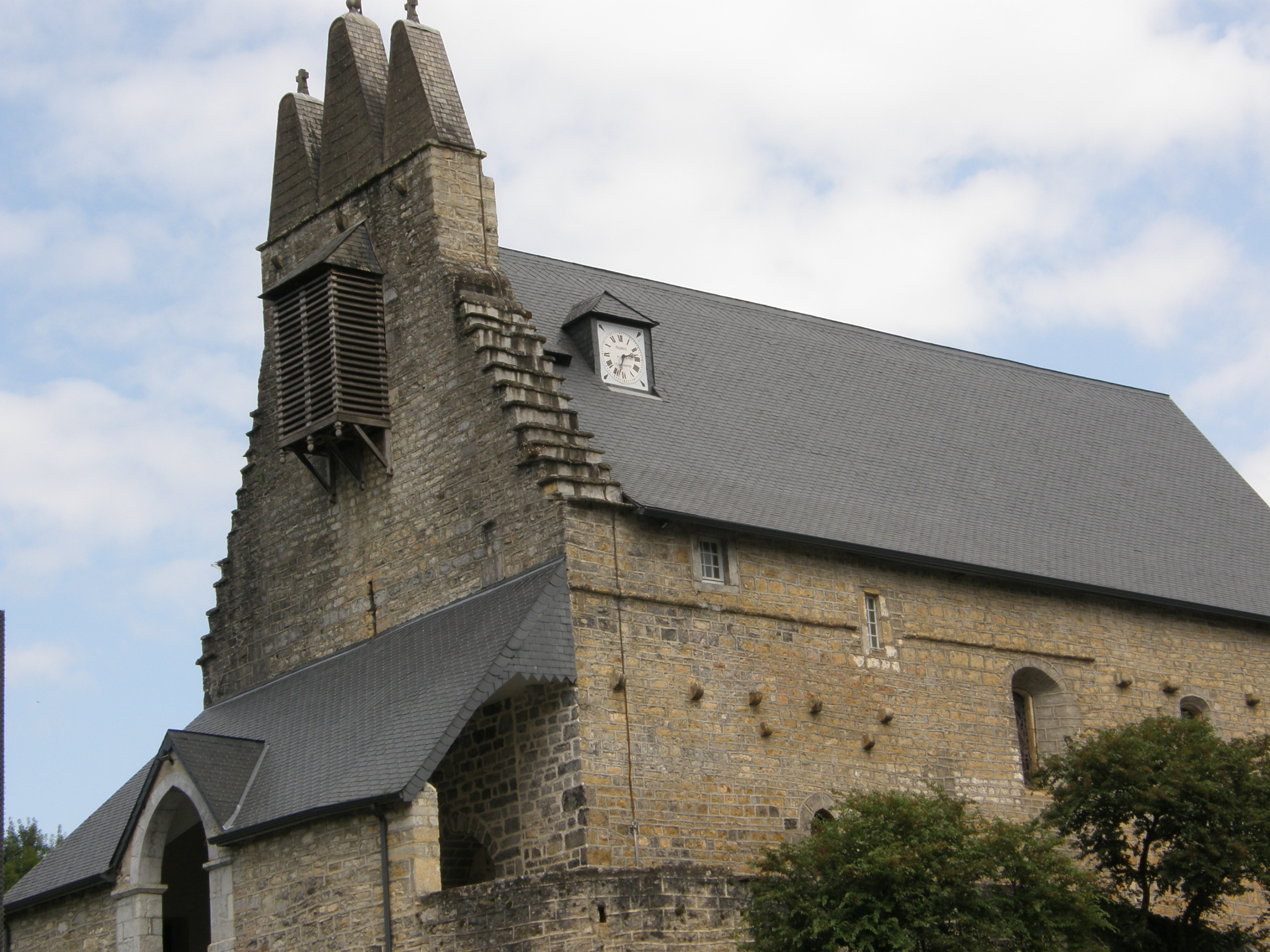
Église à clocher trinitaire, curiosité de l'horloge sur le toit.

La commune dispose d'une église possédant un clocher-mur dit « trinitaire » ou souletin, c'est-à-dire que la crête du mur, percé de baies où tintent les cloches, s'y achèvent par trois grandes pointes à peu près d'égale hauteur, figurant la Trinité.
L'église recèle une croix de procession en bois du XVIIe siècle, classée par les monuments historiques.

### Personnalités liées à la commune

#### Nées auXVesiècle
- Pierre V de Charritte de Ruthie, né à Aussurucq, aumônier de François Ier[54].

#### Nées auXXesiècle
- Gilen Epherre, né à Aussurucq en 1911 et mort à Bayonne en 1974, est un écrivain, prêtre, académicien et acteur culturel important de la période de l'après-guerre.

## Pour approfondir